# Imán superconductor

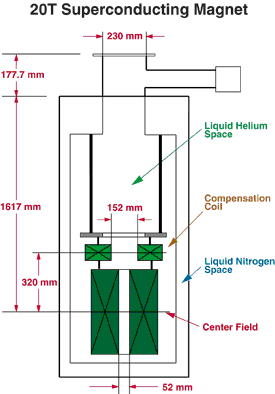
Esquema de un imán superconductor de 20 tesla con un orificio vertical.

Un imán superconductor es un electroimán fabricado a partir de espiras de alambre de un material superconductor. Durante su funcionamiento deben ser refrigerados para mantenerlos a temperaturas criogénicas.
En su estado superconductor el alambre puede conducir una corriente eléctrica mucho mayor que la que soporta un alambre común, creando campos magnéticos intensos. Los imanes superconductores pueden producir campos magnéticos mayores que los electroimanes convencionales más poderosos y pueden ser más económicos de operar ya que no se disipa energía en forma de calor en sus bobinados. Se los utiliza en la construcción de máquinas de imágenes por resonancia magnética usadas en hospitales, y en equipos científicos tales como espectrómetros de masa y aceleradores de partículas.

## Anomalías

### Extinción magnética
Una extinción es una terminación anormal de la operación del imán que ocurre cuando parte de la bobina superconductora entra en el estado normal (resistivo). Esto puede ocurrir porque el campo magnético dentro del imán es demasiado grande, la tasa de cambio de campo es demasiado grande (lo que provoca corrientes parásitas y el calentamiento resultante en la matriz de soporte de cobre) o una combinación de ambos. Más raramente, un defecto en el imán puede causar un apagado. Cuando esto sucede, ese lugar en particular está sujeto a un rápido calentamiento Joule por la enorme corriente, que eleva la temperatura de las regiones circundantes. Esto también empuja a esas regiones al estado normal, lo que conduce a un mayor calentamiento en una reacción en cadena. Todo el imán se normaliza rápidamente (esto puede llevar varios segundos, dependiendo del tamaño de la bobina superconductora). Esto se acompaña de un fuerte estallido cuando la energía del campo magnético se convierte en calor y el líquido criogénico se evapora rápidamente. La disminución abrupta de la corriente puede provocar picos de voltaje inductivo de kilovoltios y arcos eléctricos. El daño permanente al imán es raro, pero los componentes pueden dañarse por calentamiento localizado, altos voltajes o grandes fuerzas mecánicas. En la práctica, los imanes suelen tener dispositivos de seguridad para detener o limitar la corriente cuando se detecta el comienzo de un enfriamiento. Si un imán grande se enfría, el vapor inerte formado por el fluido criogénico que se evapora puede presentar un peligro de asfixia significativo para los operadores al desplazar el aire respirable.
Una gran parte de los imanes superconductores del Gran Colisionador de Hadrones del CERN se apagaron inesperadamente durante las operaciones de puesta en marcha en 2008, lo que requirió el reemplazo de varios imanes. Para mitigar los apagones potencialmente destructivos, los imanes superconductores que forman el LHC están equipados con calentadores de rampa rápida que se activan una vez que el complejo sistema de protección de enfriamiento detecta un evento de enfriamiento. Como los imanes de flexión dipolo están conectados en serie, cada circuito de potencia incluye 154 imanes individuales, y si ocurre un evento de apagado, toda la energía almacenada combinada de estos imanes debe ser descargada de una vez. Esta energía se transfiere a vertederos que son bloques masivos de metal que se calientan hasta varios cientos de grados Celsius debido al calentamiento resistivo en cuestión de segundos. Aunque no es deseable, la extinción de un imán es un "evento bastante rutinario" durante el funcionamiento de un acelerador de partículas.
Refrigeración
Durante la operación, los devanados magnéticos deben enfriarse por debajo de su temperatura crítica, la temperatura a la que el material del devanado cambia del estado resistivo normal y se convierte en un superconductor, que se encuentra en el rango criogénico muy por debajo de la temperatura ambiente. Por lo general, los devanados se enfrían a temperaturas significativamente inferiores a su temperatura crítica, porque cuanto más baja es la temperatura, mejor funcionan los devanados superconductores, es decir, mayores son las corrientes y los campos magnéticos que pueden soportar sin volver a su estado no superconductor. Dos tipos de sistemas de enfriamiento se utilizan comúnmente para mantener los devanados magnéticos a temperaturas suficientes para mantener la superconductividad:
Refrigerado por líquido
El helio líquido se utiliza como refrigerante para muchos devanados superconductores. Tiene un punto de ebullición de 4,2 K, muy por debajo de la temperatura crítica de la mayoría de los materiales de bobinado. El imán y el refrigerante están contenidos en un recipiente aislado térmicamente (dewar) llamado criostato. Para evitar que el helio se evapore, el criostato generalmente se construye con una camisa exterior que contiene nitrógeno líquido (significativamente más barato) a 77 K. Alternativamente, se coloca un escudo térmico hecho de material conductor y mantenido en un rango de temperatura de 40 K a 60 K, enfriado por conexiones conductoras al cabezal frío del crioenfriador, alrededor del recipiente lleno de helio para mantener la entrada de calor a este último a un nivel aceptable. Uno de los objetivos de la búsqueda de superconductores de alta temperatura es construir imanes que puedan enfriarse solo con nitrógeno líquido. A temperaturas superiores a unos 20 K, se puede lograr el enfriamiento sin hervir los líquidos criogénicos. [cita requerida]
Refrigeración mecánica
Debido al aumento de los costos y a la disminución de la disponibilidad de helio líquido, muchos sistemas superconductores se enfrían mediante refrigeración mecánica de dos etapas. En general, se emplean dos tipos de refrigeradores criogénicos mecánicos que tienen suficiente potencia de enfriamiento para mantener los imanes por debajo de su temperatura crítica. El refrigerador criogénico Gifford-McMahon ha estado disponible comercialmente desde la década de 1960 y ha encontrado una aplicación generalizada. [1] [2] [3] [4] El ciclo del regenerador G-M en un refrigerador criogénico funciona utilizando un desplazador de pistón y un intercambiador de calor. Por otra parte, 1999 marcó la primera aplicación comercial en la que se utilizó un refrigerador criogénico de tubo de pulso. Este diseño de refrigerador criogénico se ha vuelto cada vez más común debido a la baja vibración y el largo intervalo de servicio, ya que los diseños de tubos de pulso utilizan un proceso acústico en lugar de desplazamiento mecánico. En un refrigerador típico de dos etapas, la primera etapa ofrecerá una mayor capacidad de enfriamiento pero a una temperatura más alta (≈77 K) y la segunda etapa alcanzará ≈4.2 K y < 2.0 W de potencia de enfriamiento. En uso, la primera etapa se utiliza principalmente para el enfriamiento auxiliar del criostato y la segunda etapa se utiliza principalmente para enfriar el imán.
Materiales de bobinado de bobinas
El campo magnético máximo alcanzable en un imán superconductor está limitado por el campo en el que el material del devanado deja de ser superconductor, su "campo crítico", Hc, que para los superconductores de tipo II es su campo crítico superior. Otro factor limitante es la "corriente crítica", Ic, a la que el material del devanado también deja de ser superconductor. Los avances en imanes se han centrado en la creación de mejores materiales de bobinado.
Las porciones superconductoras de la mayoría de los imanes actuales están compuestas de niobio-titanio. Este material tiene una temperatura crítica de 10 K y puede superconducir hasta unas 15 T. Los imanes más caros pueden estar hechos de niobio-estaño (Nb3Sn). Estos tienen una Tc de 18 K. Cuando funcionan a 4,2 K, son capaces de soportar una intensidad de campo magnético mucho mayor, de hasta 25 T a 30 T. Desafortunadamente, es mucho más difícil fabricar los filamentos necesarios a partir de este material. Esta es la razón por la que a veces se utiliza una combinación de Nb3Sn para las secciones de campo alto y NbTi para las secciones de campo inferior. El vanadio-galio es otro material utilizado para los insertos de alto campo.
Los superconductores de alta temperatura (por ejemplo, BSCCO o YBCO) se pueden utilizar para insertos de alto campo cuando los campos magnéticos requeridos son más altos de lo que Nb3Sn puede manejar. [cita requerida] El BSCCO, el YBCO o el diboruro de magnesio también se pueden utilizar para los cables de corriente, conduciendo altas corrientes desde la temperatura ambiente hacia el imán frío sin una gran fuga de calor de los cables resistivos. [cita requerida]
Estructura del director
Los devanados de la bobina de un imán superconductor están hechos de alambres o cintas de superconductores de tipo II (por ejemplo, niobio-titanio o niobio-estaño). El alambre o la cinta en sí puede estar hecho de pequeños filamentos (de unos 20 micrómetros de grosor) de superconductor en una matriz de cobre. El cobre es necesario para agregar estabilidad mecánica y para proporcionar un camino de baja resistencia para las grandes corrientes en caso de que la temperatura aumente por encima de Tc o la corriente se eleve por encima de Ic y se pierda la superconductividad. Estos filamentos deben ser así de pequeños porque en este tipo de superconductor la corriente solo fluye en una capa superficial cuyo espesor está limitado a la profundidad de penetración de Londres (ver Efecto piel). La bobina debe diseñarse cuidadosamente para soportar (o contrarrestar) la presión magnética y las fuerzas de Lorentz que, de otro modo, podrían causar la fractura del cable o el aplastamiento del aislamiento entre vueltas adyacentes.
Operación
Imán superconductor de orificio horizontal de 7 T, parte de un espectrómetro de masas. El imán en sí está dentro del criostato cilíndrico.
Fuente de alimentación
La corriente a los devanados de la bobina es proporcionada por una fuente de alimentación de CC de alta corriente y muy bajo voltaje, ya que en estado estacionario el único voltaje a través del imán se debe a la resistencia de los cables de alimentación. Cualquier cambio en la corriente a través del imán debe hacerse muy lentamente, primero porque eléctricamente el imán es un inductor grande y un cambio abrupto de corriente dará como resultado un gran pico de voltaje a través de los devanados y, lo que es más importante, porque los cambios rápidos en la corriente pueden causar corrientes de Foucault y tensiones mecánicas en los devanados que pueden precipitar un enfriamiento (ver más abajo). Por lo tanto, la fuente de alimentación suele estar controlada por un microprocesador, programada para realizar cambios de corriente gradualmente, en rampas suaves. Por lo general, se necesitan varios minutos para energizar o desenergizar un imán del tamaño de un laboratorio.
Modo persistente
Un modo de funcionamiento alternativo utilizado por la mayoría de los imanes superconductores es cortocircuitar los devanados con un trozo de superconductor una vez que el imán se ha energizado. Los devanados se convierten en un bucle superconductor cerrado, la fuente de alimentación se puede apagar y las corrientes persistentes fluirán durante meses, preservando el campo magnético. La ventaja de este modo persistente es que la estabilidad del campo magnético es mejor de lo que se puede lograr con las mejores fuentes de alimentación, y no se necesita energía para alimentar los devanados. El cortocircuito se realiza mediante un "interruptor persistente", una pieza de superconductor dentro del imán conectada a través de los extremos del devanado, unida a un pequeño calentador. [5] Cuando el imán se enciende por primera vez, el cable del interruptor se calienta por encima de su temperatura de transición, por lo que es resistivo. Dado que el devanado en sí no tiene resistencia, no fluye corriente a través del cable del interruptor. Para pasar al modo persistente, la corriente de suministro se ajusta hasta obtener el campo magnético deseado, luego se apaga el calentador. El interruptor persistente se enfría a su temperatura superconductora, cortocircuitando los devanados. A continuación, se puede apagar la fuente de alimentación. La corriente de devanado, y el campo magnético, en realidad no persistirán para siempre, sino que decaerán lentamente de acuerdo con una constante de tiempo inductiva normal (L / R):
𝐻
(
𝑡
)
=
𝐻
0
𝑒
−
(
𝑅
/
𝐿
)
𝑡
,
{\displaystyle H(t)=H_{0}e^{-(R/L)t},}
Dónde 
𝑅
{\displaystyle R} es una pequeña resistencia residual en los devanados superconductores debido a juntas o a un fenómeno llamado resistencia al movimiento del flujo. Casi todos los imanes superconductores comerciales están equipados con interruptores persistentes.
Enfriamiento magnético
Un enfriamiento es una terminación anormal del funcionamiento del imán que ocurre cuando parte de la bobina superconductora entra en el estado normal (resistivo). Esto puede ocurrir porque el campo dentro del imán es demasiado grande, la tasa de cambio de campo es demasiado grande (lo que provoca corrientes de Foucault y el calentamiento resultante en la matriz de soporte de cobre) o una combinación de ambos. Más raramente, un defecto en el imán puede causar un enfriamiento. Cuando esto sucede, ese lugar en particular está sujeto a un rápido calentamiento Joule de la enorme corriente, que eleva la temperatura de las regiones circundantes. Esto empuja esas regiones al estado normal también, lo que conduce a un mayor calentamiento en una reacción en cadena. Todo el imán se normaliza rápidamente (esto puede tardar varios segundos, dependiendo del tamaño de la bobina superconductora). Esto va acompañado de un fuerte estallido a medida que la energía del campo magnético se convierte en calor y una rápida evaporación del fluido criogénico. La disminución abrupta de la corriente puede dar lugar a picos de tensión inductivos de kilovoltios y a la formación de arcos. El daño permanente al imán es raro, pero los componentes pueden dañarse por calentamiento localizado, altos voltajes o grandes fuerzas mecánicas. En la práctica, los imanes suelen tener dispositivos de seguridad para detener o limitar la corriente cuando se detecta el comienzo de un enfriamiento. Si un imán grande se apaga, el vapor inerte formado por el fluido criogénico que se evapora puede presentar un peligro significativo de asfixia para los operadores al desplazar el aire respirable.
Una gran sección de los imanes superconductores del Gran Colisionador de Hadrones del CERN se apagó inesperadamente durante las operaciones de puesta en marcha en 2008, lo que obligó a sustituir varios imanes. [6] Con el fin de mitigar los enfriamientos potencialmente destructivos, los imanes superconductores que forman el LHC están equipados con calentadores de rampa rápida que se activan una vez que el complejo sistema de protección contra enfriamiento detecta un evento de enfriamiento. Como los imanes de flexión dipolar están conectados en serie, cada circuito de alimentación incluye 154 imanes individuales y, en caso de que ocurra un evento de enfriamiento, toda la energía almacenada combinada de estos imanes debe descargarse a la vez. Esta energía se transfiere a vertederos que son bloques masivos de metal que se calientan hasta varios cientos de grados centígrados debido al calentamiento resistivo en cuestión de segundos. Aunque no es deseable, el enfriamiento de un imán es un "evento bastante rutinario" durante el funcionamiento de un acelerador de partículas. [7]
"Entrenamiento" Magnet
En ciertos casos, los imanes superconductores diseñados para corrientes muy altas requieren un amplio lecho para permitir que los imanes funcionen a sus corrientes y campos planificados completos. Esto se conoce como "entrenamiento" del imán e implica un tipo de efecto de memoria material. Una situación en la que esto es necesario es el caso de los colisionadores de partículas, como el Gran Colisionador de Hadrones del CERN. [8] [9] Los imanes del LHC estaban planeados para funcionar a 8 TeV (2 × 4 TeV) en su primera ejecución y a 14 TeV (2 × 7 TeV) en su segunda ejecución, pero inicialmente funcionaron a una energía más baja de 3,5 TeV y 6,5 TeV por haz respectivamente. Debido a los defectos cristalográficos iniciales en el material, inicialmente perderán su capacidad superconductora ("enfriamiento") a un nivel más bajo que su corriente de diseño. El CERN afirma que esto se debe a las fuerzas electromagnéticas que provocan pequeños movimientos en los imanes, que a su vez hacen que se pierda la superconductividad cuando se opera con la alta precisión necesaria para su corriente planificada. [9] Al hacer funcionar repetidamente los imanes a una corriente más baja y luego aumentar ligeramente la corriente hasta que se apaguen bajo control, el imán ganará gradualmente la capacidad requerida para soportar las corrientes más altas de su especificación de diseño sin que se produzcan enfriamientos, y tendrá tales problemas "sacudidos" de ellos, hasta que finalmente puedan funcionar de manera confiable a su corriente planificada completa sin experimentar enfriamientos. [9]
Historia
[ícono]	
Esta sección necesita ser ampliada. Puedes ayudar añadiéndole algo. (Septiembre 2008)
Aunque la idea de fabricar electroimanes con alambre superconductor fue propuesta por Heike Kamerlingh Onnes poco después de descubrir la superconductividad en 1911, un electroimán superconductor práctico tuvo que esperar el descubrimiento de materiales superconductores que pudieran soportar grandes densidades críticas de supercorriente en campos magnéticos altos. El primer imán superconductor exitoso fue construido por G.B. Yntema en 1955 utilizando alambre de niobio y alcanzó un campo de 0,7 T a 4,2 K.[10] Luego, en 1961, J.E. Kunzler, E. Buehler, F.S.L. Hsu y J.H. Wernick hicieron el descubrimiento de que un compuesto de niobio y estaño podía soportar densidades críticas de supercorriente superiores a 100.000 amperios por centímetro cuadrado en campos magnéticos de 8,8 teslas. [11] A pesar de su naturaleza frágil, el niobio-estaño ha demostrado ser extremadamente útil en superimanes que generan campos magnéticos de hasta 20 T.
El interruptor persistente fue inventado en 1960 por Dwight Adams mientras era asociado postdoctoral en la Universidad de Stanford. El segundo interruptor persistente fue construido en la Universidad de Florida por el estudiante de maestría R.D. Lichti en 1963. Se ha conservado en una vitrina en el Edificio de Física de la UF.
En 1962, T.G. Berlincourt y R.R. Hake[12] descubrieron las propiedades de alto campo magnético crítico y alta densidad crítica de supercorriente de las aleaciones de niobio y titanio. Aunque las aleaciones de niobio-titanio poseen propiedades superconductoras menos espectaculares que el niobio-estaño, son altamente dúctiles, fáciles de fabricar y económicas. Útiles en superimanes que generan campos magnéticos de hasta 10 teslas, las aleaciones de niobio-titanio son los materiales de superimanes más utilizados.
En 1986, el descubrimiento de los superconductores de alta temperatura por Georg Bednorz y Karl Müller energizó el campo, planteando la posibilidad de imanes que pudieran enfriarse con nitrógeno líquido en lugar del helio, que es más difícil de trabajar.
En 2007, un imán con devanados de YBCO alcanzó un campo récord mundial de 26,8 T. [13] El Consejo Nacional de Investigación de EE. UU. tiene el objetivo de crear un imán superconductor de 30 teslas.
A nivel mundial, en 2014, se produjo una actividad económica por valor de unos cinco mil millones de euros, de la que la superconductividad es indispensable. Los sistemas de resonancia magnética, la mayoría de los cuales emplean niobio-titanio, representaron alrededor del 80% de ese total. [14]
En 2016, Yoon et al. informaron de un imán superconductor sin aislamiento de 26 T que construyeron a partir de GdBa2Cu3O7–x,[15] utilizando una técnica que se informó previamente en 2013. [16]
En 2017, un imán YBCO creado por el Laboratorio Nacional de Altos Campos Magnéticos (NHMFL) batió el récord mundial anterior con una fuerza de 32 T. Se trata de un imán de usuario totalmente superconductor, diseñado para durar muchas décadas. Tienen el récord actual a partir de marzo de 2018.
En 2019, el Instituto de Ingeniería Eléctrica de la Academia de Ciencias de China (IEE, CAS) logró un nuevo récord mundial de 32,35 T con un imán totalmente superconductor. [17] También se utiliza la técnica sin aislamiento para el imán de inserción HTS.
En 2019, el NHMFL también desarrolló una bobina de prueba YBCO no aislada combinada con un imán resistivo y rompió el propio récord mundial del laboratorio para el campo magnético continuo más alto para cualquier configuración de imán a 45,5 T.
En 2020 se logró un imán de RMN de 1,2 GHz (28,2 T)[20] utilizando un imán HTS. [21]
En 2022, los Institutos de Ciencias Físicas de Hefei, Academia China de Ciencias (HFIPS, CAS) reclaman un nuevo récord mundial para el campo magnético estable más fuerte de 45,22 T alcanzado,[22] [23] mientras que el récord anterior de NHMFL 45,5 T en 2019 se alcanzó cuando el imán falló inmediatamente en un apagado.
Usos
Una máquina de resonancia magnética que utiliza un imán superconductor. El imán está dentro de la carcasa en forma de rosquilla y puede crear un campo de 3 teslas dentro del orificio central.
Los imanes superconductores tienen una serie de ventajas sobre los electroimanes resistivos. Pueden generar campos magnéticos mucho más fuertes que los electroimanes de núcleo ferromagnético, que están limitados a campos de alrededor de 2 T. El campo es generalmente más estable, lo que resulta en mediciones menos ruidosas. Pueden ser más pequeños, y el área en el centro del imán donde se crea el campo está vacía en lugar de estar ocupada por un núcleo de hierro. Los imanes grandes pueden consumir mucha menos energía. En el estado persistente (arriba), la única energía que consume el imán es la necesaria para el equipo de refrigeración. Se pueden lograr campos más altos con electroimanes resistivos enfriados, ya que las bobinas superconductoras entran en el estado no superconductor en campos altos. Se pueden lograr campos estables de más de 40 T, generalmente combinando un electroimán amargo con un imán superconductor (a menudo como un inserto).
Los imanes superconductores se utilizan ampliamente en máquinas de resonancia magnética, equipos de resonancia magnética, espectrómetros de masas, procesos de separación magnética y aceleradores de partículas.